# Міський сад (Ізмаїл)
Міський сад — парк-пам'ятка садово-паркового мистецтва місцевого значення, розташовано по проспект Незалежності в місті Ізмаїл (Одеська область). Протягом більше ніж 100-річного періоду є невід’ємною складовою життя міста.
Площа — 1.5 га, статус отриманий у 1972 році.
Зараз на його упорядкованій території зустрічається понад 40 видів дерев та чагарників.

У парку побудовано монумент воїнам-афганцям.

## Історія

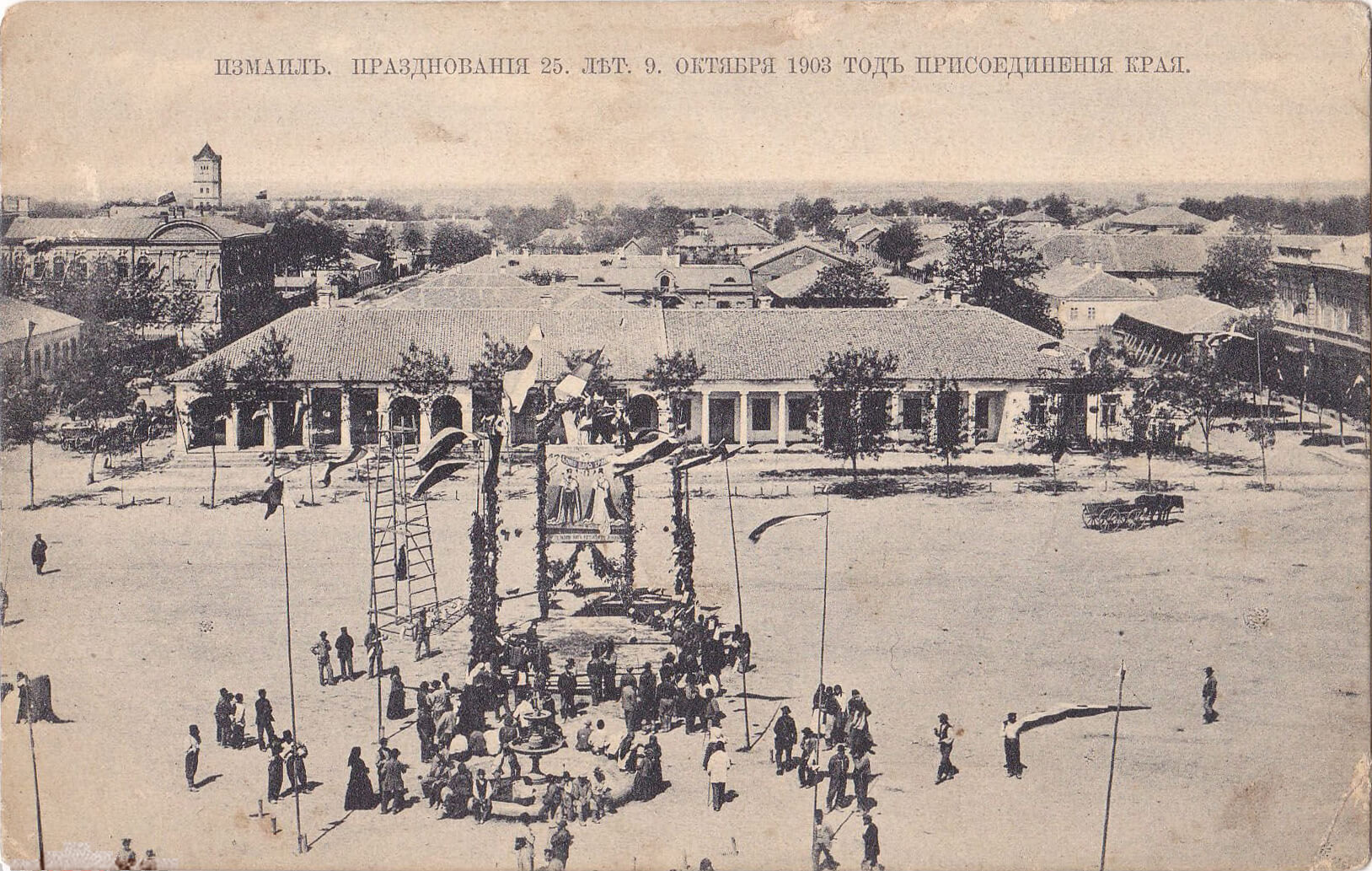
Щойно закладений Міськсад у 1903 р.

Міський сквер було закладено 1900 року на ділянці у самому центрі історичного ареалу Ізмаїла.
Парк було створено за рішенням Комунальної ради Ізмаїла у 1912 році.
У переліку декоративних форм садів та парків Задністров’я Одеської області (1958 рік) Ю.Д. Гусєв для Комсомольського скверу Ізмаїла наводить два види та дві форми дендрофлори: Sambucus nigra L. f. laciniata L. та Fagus sylvatica L. f. purpurea Ait.

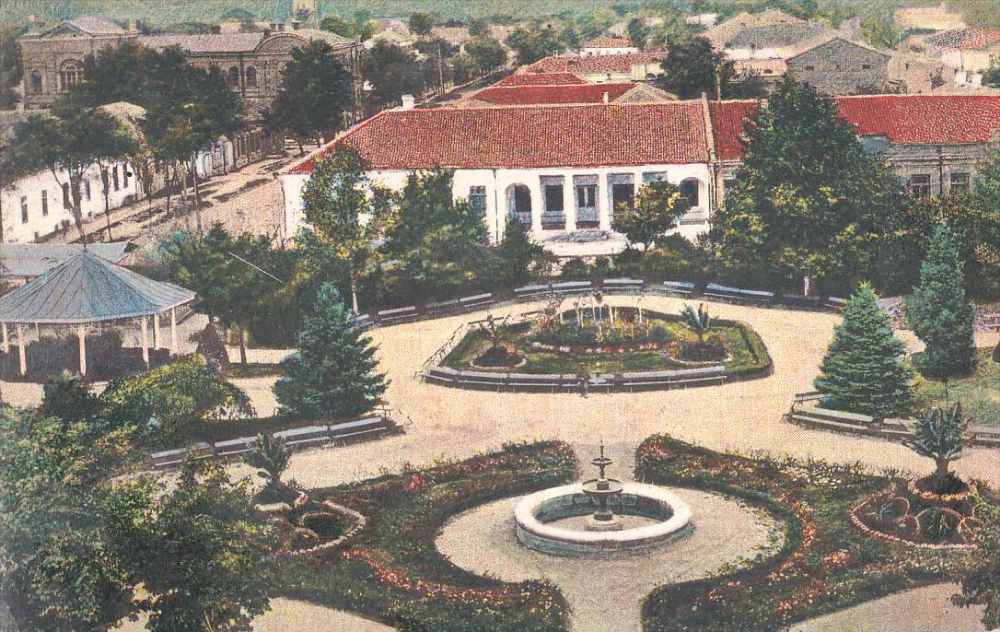
Зовнішній вигляд саду, початок ХХ ст.

У 1960 році Видавництво Київського університету видає друком «Визначні сади і парки України та їх охорона» за авторсьвом Олексія Липи, де поміж 252 «найважливіших декоративних садів і парків України, які становлять науковий інтерес як історико-культурні пам’ятки і об’єкти охорони» включено й «Міському парку ім. Суворова». Автор зазначав, що це один з найстаріших й найцікавіших парків міста як щодо складу насаджень, так і щодо їх композиції. «Парк заснований на початку ХХ ст. і спланований у природному стилі з системою звивистих доріжок, світлими галявинами, красивими деревними групами і ординаріями. У парку є художньо виконані прикраси, басейн з фонтаном і багато квітів. Серед деревних насаджень у 1954 р. нами відмічені 52 породи, в тому числі багато красивих садово-декоративних форм. Зокрема, із хвойних тут зустрічаються розкішні групи ялин сріблястих, ординари темнохвойної сосни австрійської, дугласії, біоти, тиса. З листяних порід слід насамперед відмітити добре розвинуті дерева платана лондонського, могутній екземпляр бука червонолистого, поодинокі дерева і групи каркаса південного або залізного дерева, група береста ряболистого, липи срібляста, кримська і широколиста та ін.»
До складу Природно-заповідного фонду України «Міський сад» було включено 1972 року під назвою «Комсомольський парк» (рішення Одеського виконавчого комітету No 234 від 18 травня 1972 р., яке перезатверджено 12 жовтня 1984 р.)
Сучасна назва була затверджена рішенням обласної ради від 20 березня 2009 року. «Міський сад» займає 1,5 га на колишній Соборній площі перед Свято-Покровським собором. 
На сьогоднішній день на упорядкованій території скверу зустрічається понад 40 видів дерев та чагарників.

«Міський сад» є єдиним парком-пам’яткою садово-паркового мистецтва місцевого значення в Ізмаїлі.

## Сучасний стан
В рамках транскордонного співробітництва у 2019 році розпочалася реконструкція Міського саду. Згідно проекту, в сквері ремонтуються і розширюються доріжки, встановлюється паркове освітлення, лавки, урни. Частково ремонтується огорожу з боку вулиці Покровської. Висаджено цінні породи дерев (саджанці сербської плакучої верби, гінко-білоба, клен червонолистий, ягідний тис, тюльпанове дерево, магнолії.

## Галерея

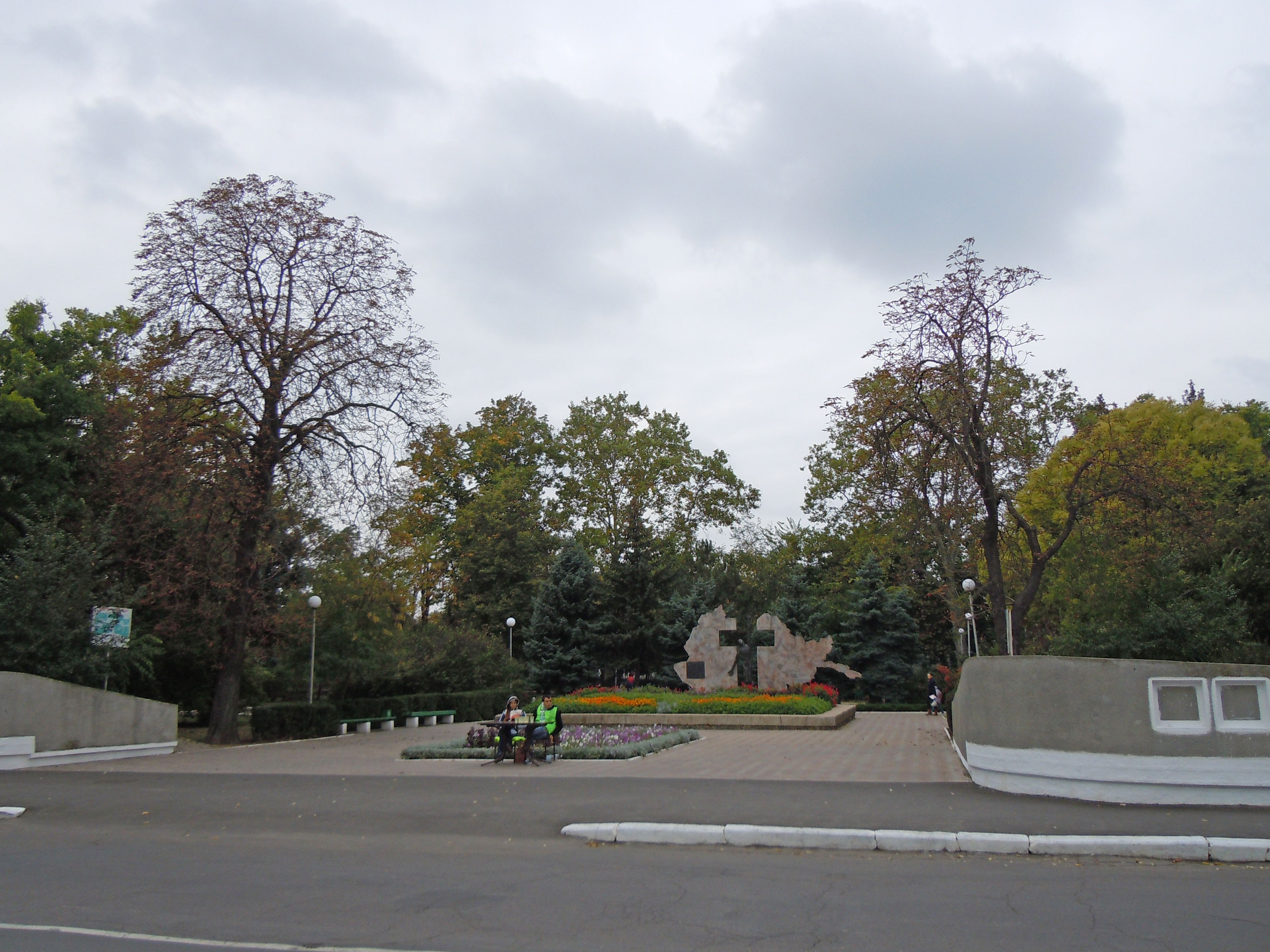
Центральний вхід до саду
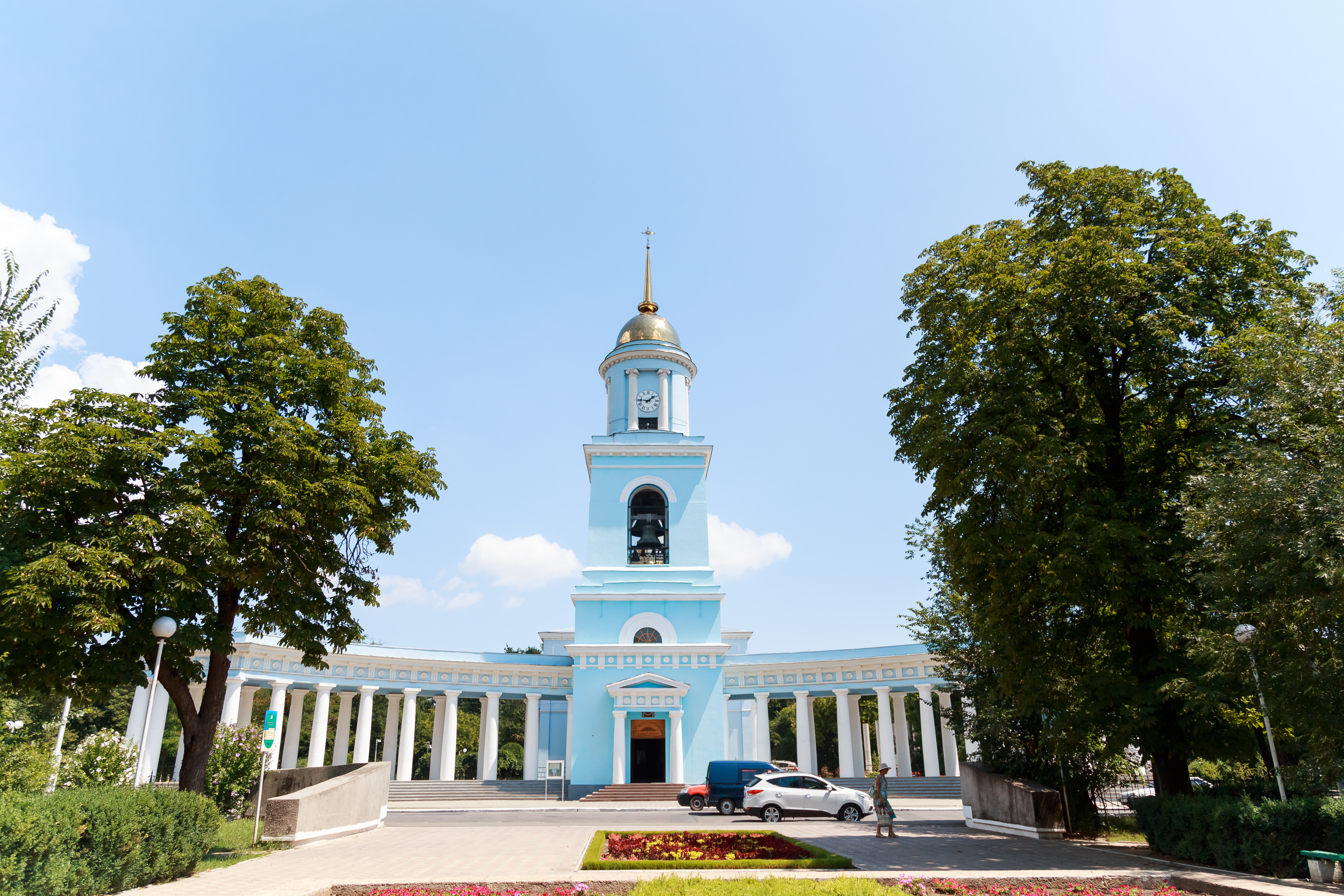
Вигляд на Покровський собор з саду
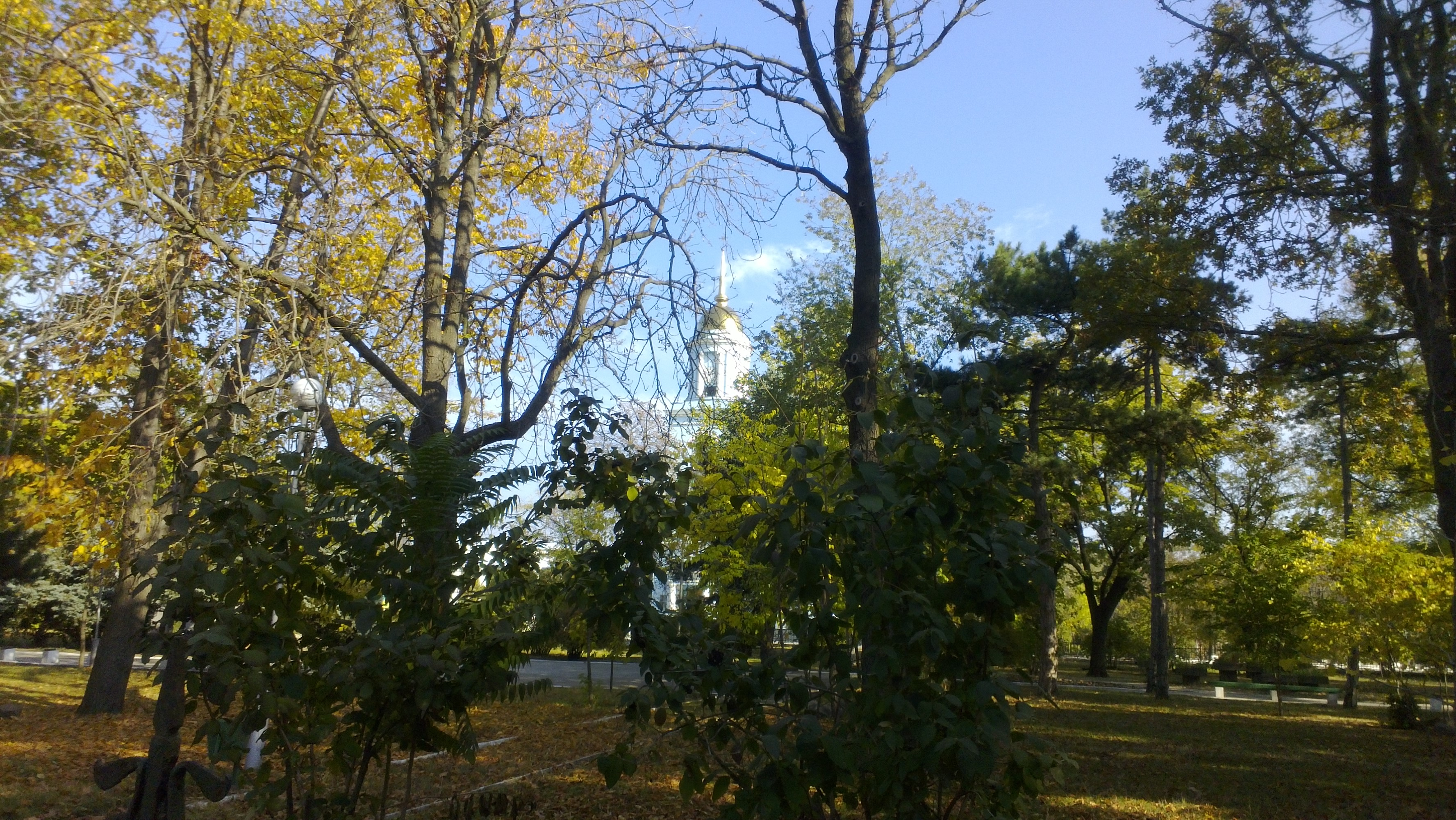
Осінь у саду
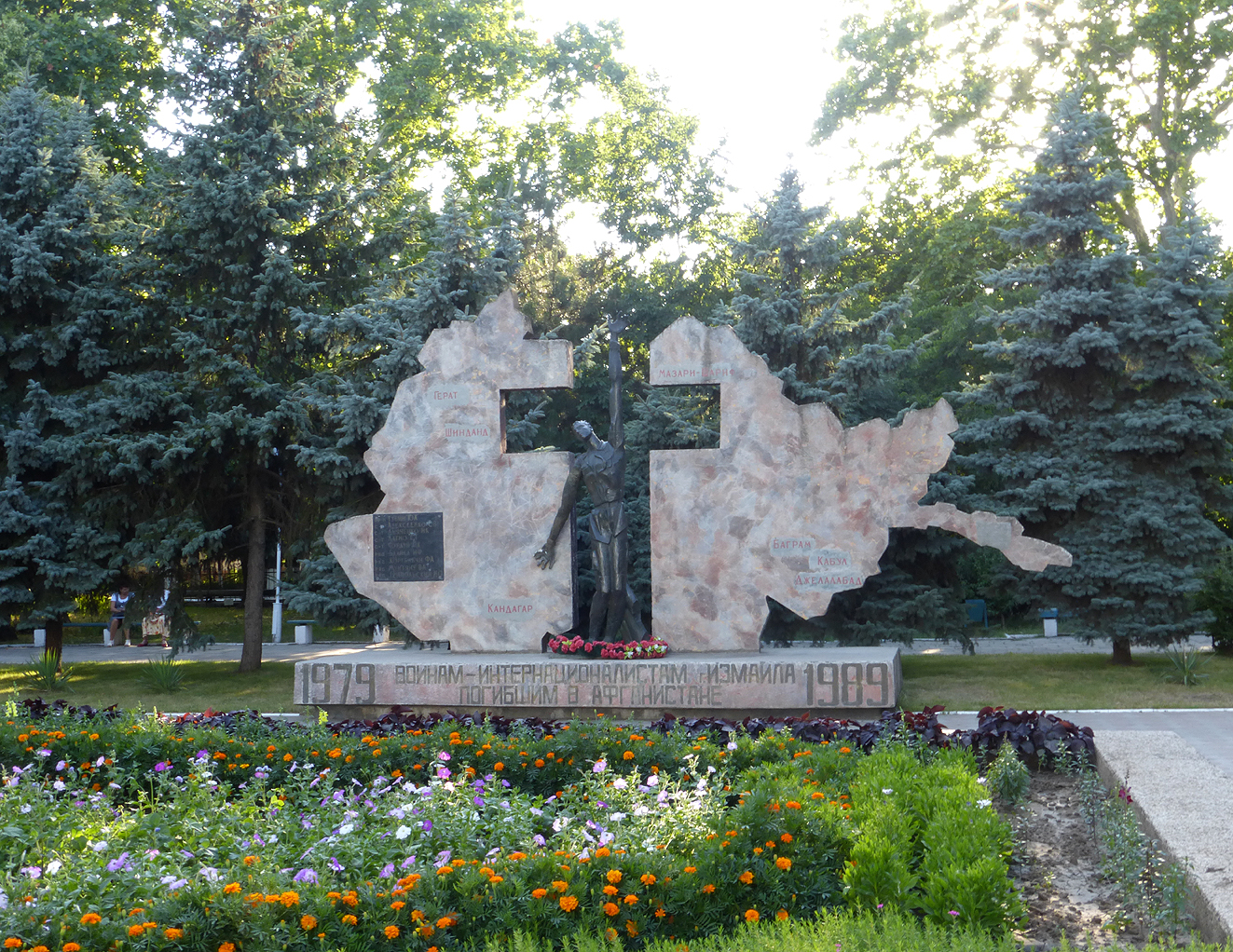
Меморіал загиблим у Афганістані
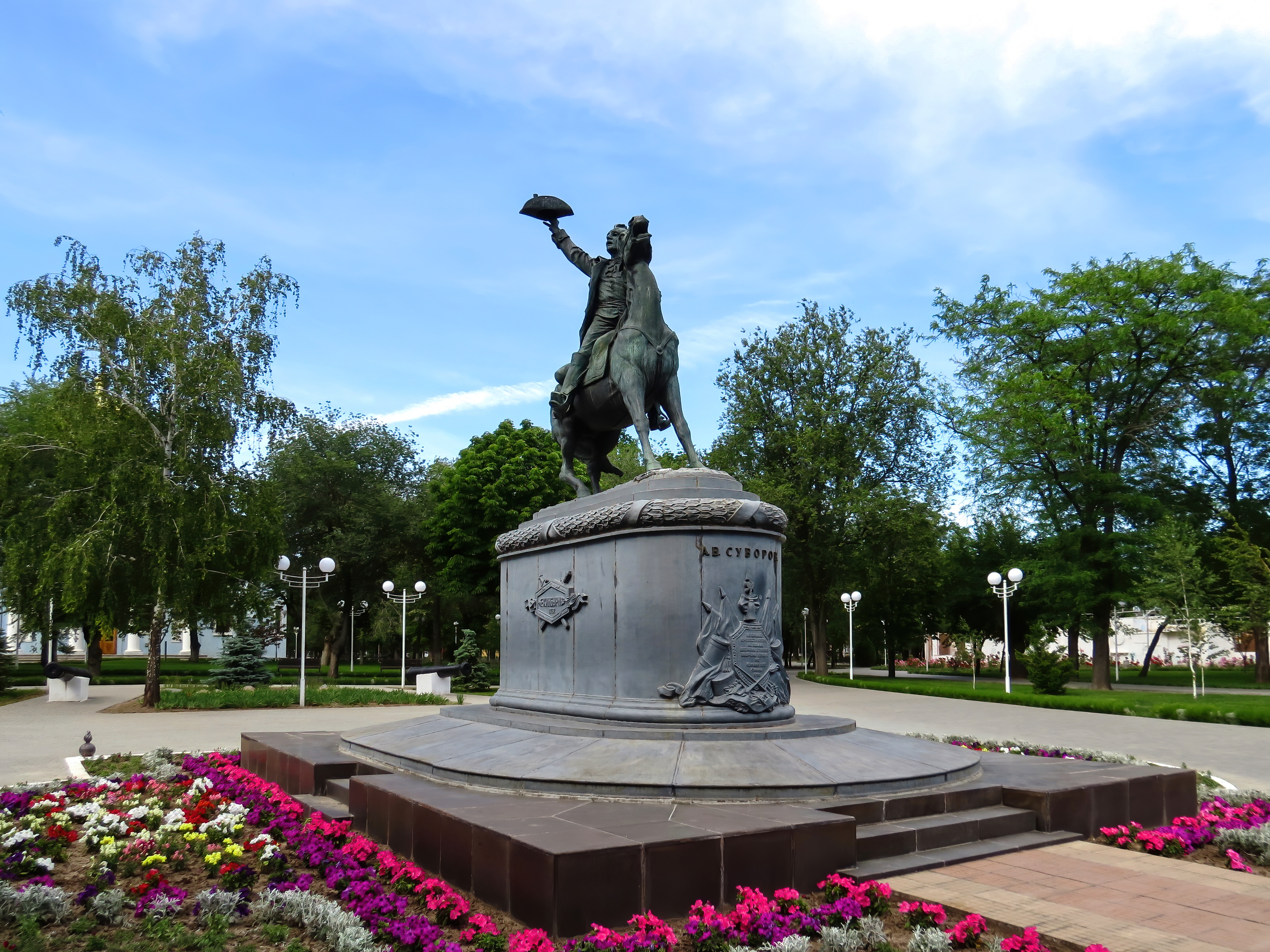
Пам'ятник О.В. Суворову
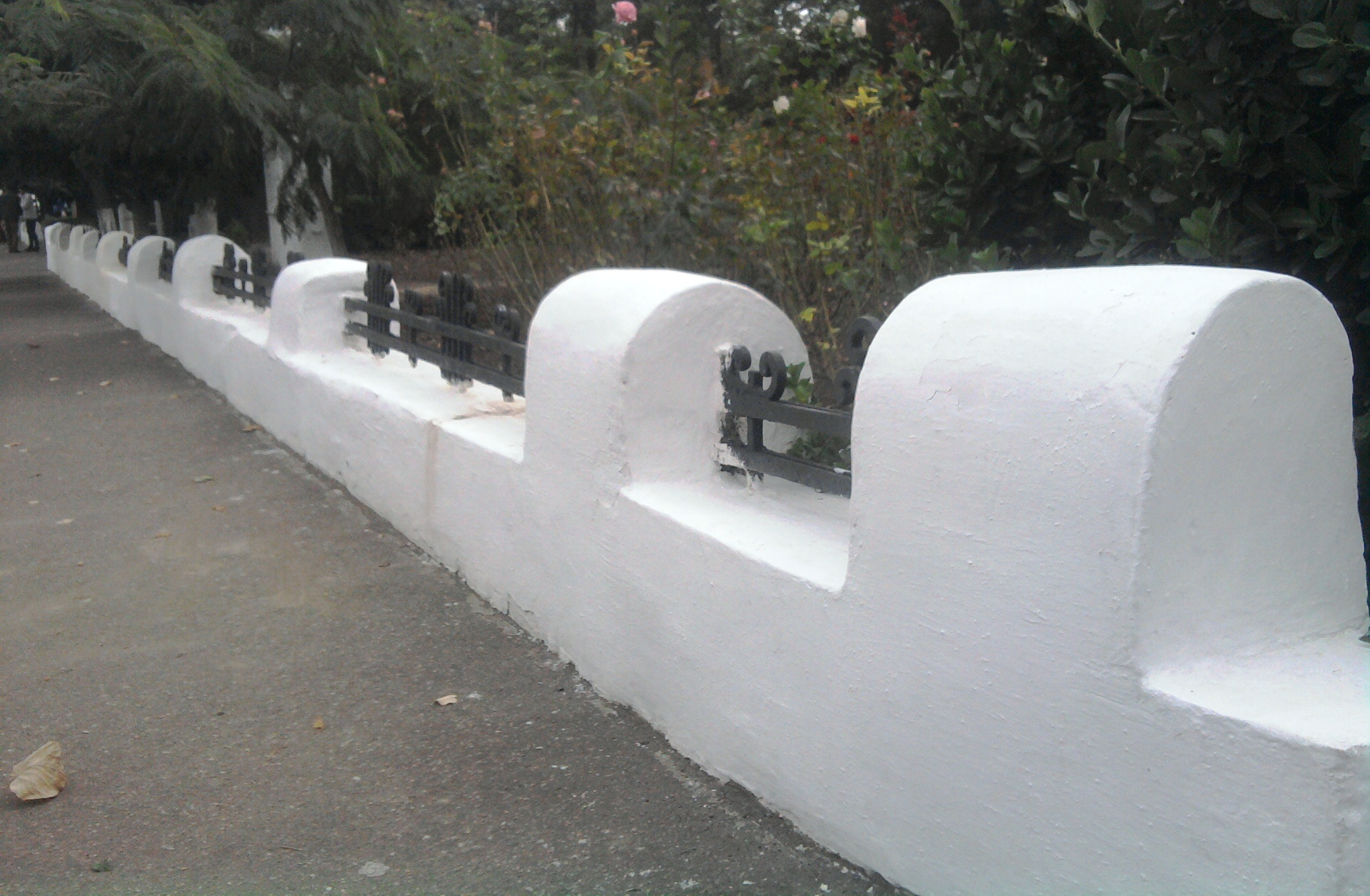
Історична огорожа саду
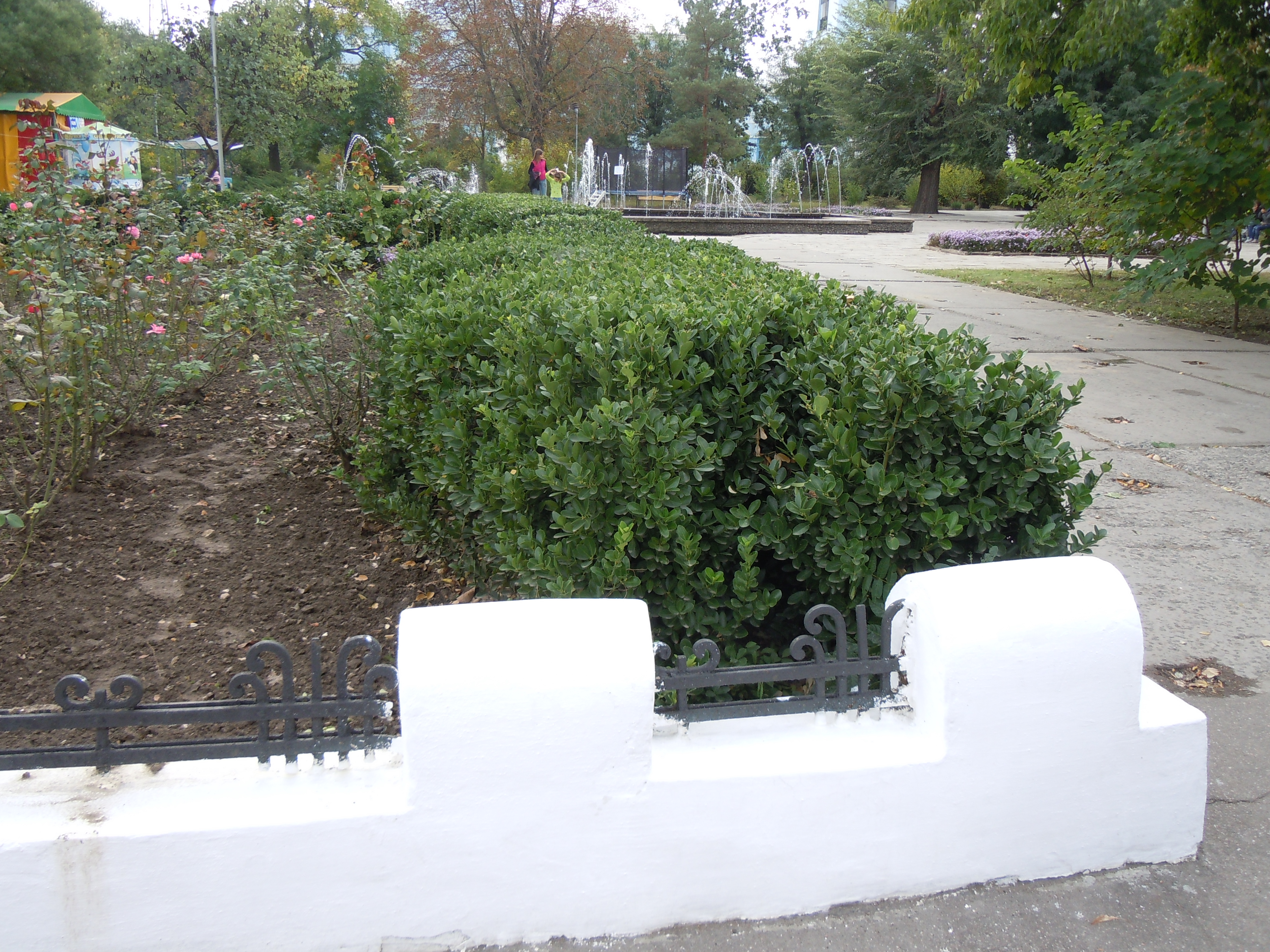
Алеї саду